# Trinchera (passe)
Pour les articles homonymes, voir Trinchera.
Dans le monde de la tauromachie, la  trinchera  (« tranchée ») est une passe de muleta. C'est un derechazo avec sortie changée.

## Description

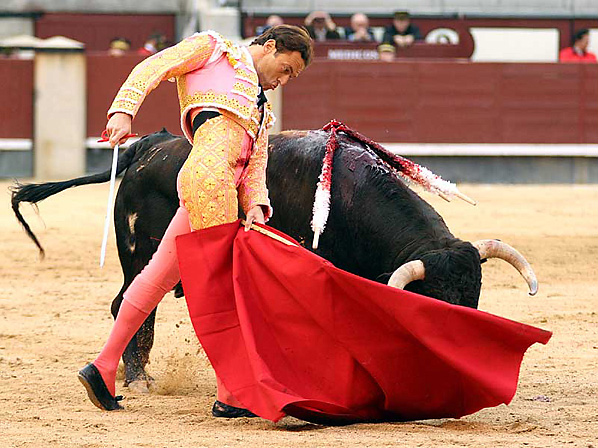
Fernando Cepeda exécutant une trinchera de la main gauche

Le matador se tient de profil, la muleta dans la main droite et reçoit le taureau sur son flanc droit. Quand l'animal baisse les cornes, le matador déplace la muleta vers la gauche et vers le bas  sous le mufle du taureau en lui faisant décrire un arc de cercle. Puis il ramène l'étoffe aussitôt vers lui de sorte que la bête  est obligée à une contorsion. 
Il existe des trincherazos de châtiment, donnés en début de faena pour rompre avec un taureau violent. Les trincherazos d'ornement se donnent en cours de faena et en toute fin comme remate. Il existe aussi des trincheras pieds joints, templées qui permettent de reprendre le taureau avec des derechazos.  
D'autres formes de trincheras plus rapides et plus accusées donnent un molinete « à la Belmonte ». Une autre variété de trinchera est la passe Sevillano (en espagnol le mot passe est masculin) qui se donne un peu moins bas et qui est plus douce. La trinchera porte aussi le nom espagnol de cambiado por bajo, par opposition à la passe de poitrine (cambiado por alto).

## Les matadors qui l'exécutent
Cette passe considérée comme modeste a été élevée au plus haut rang de la dignité par Domingo Ortega, mais aussi par Antonio Ordóñez, Paco Camino et El Vito qui ont su donner à leurs trincheras la beauté et l'efficacité d'un toreo exceptionnel.